# ميخائيل جوزيف باري
ميخائيل جوزيف باري (بالإنجليزية: Michael Joseph Barry)‏ هو رجل قضاء وشاعر أيرلندي، ولد في 1817 في كورك في جمهورية أيرلندا، وتوفي في 23 يناير 1889.